# اچ‌ام‌اس ساپفیر (۱۶۷۵)
اچ‌ام‌اس ساپفیر (۱۶۷۵) (به انگلیسی: HMS Sapphire (1675)) یک کشتی بود که طول آن ۱۰۵ فوت ۸ اینچ (۳۲٫۲ متر) بود.